# Epomophorus crypturus
Epomophorus crypturus és una espècie de ratpenat de la família dels pteropòdids. Viu a Angola, Botswana, la República Democràtica del Congo, Malawi, Moçambic, Namíbia, Eswatini, Tanzània, Zàmbia i Zimbàbue. El seu hàbitat natural són la sabana seca i els boscos riberencs amb arbres fruiters. És una espècie en risc mínim, és a dir, no sembla que hi hagi cap amenaça significativa per a la seva supervivència.